# Kevin Dunn
Pour les articles homonymes, voir Dunn.
Kevin Dunn est un acteur américain, né le 24 août 1956 à Chicago, (Illinois, États-Unis).

## Biographie

### Jeunesse et formation
Dunn est né à Chicago, fils du musicien et poète John Dunn et de l'infirmière Margaret Dunn (née East),. Sa famille est catholique et est d'origine irlandaise, anglaise, écossaise et allemande. Il a deux frères et une sœur, l'actrice Nora Dunn.
Au lycée, il a joué quelques rôles dans des comédies musicales, ce qui l'a aidé à choisir une carrière d'acteur.
Il s'est spécialisé en théâtre à l'Illinois Wesleyan University, où il a obtenu son diplôme en 1977. Là, il a reçu un doctorat honorifique en 2008 (la même année, il était leur conférencier débutant).

### Carrière
Il a passé une douzaine d'années à travailler sur la scène du théâtre de Chicago dans des pièces telles que The Front Page au Goodman Theatre;  Time of Your Life dans Remains (aujourd'hui disparu) et Heart of a Dog, réalisé par Frank Galati, dans Northlight.

### Vie privée
En 1986, il a épousé la journaliste Katina Alexander. Ils ont un fils Jack, né en 1993, qui est batteur.

## Filmographie

### Cinéma
- 1988 : Mississippi Burning d'Alan Parker : agent Bird
- 1989 : SOS Fantômes 2 (Ghostbusters II) d'Ivan Reitman : Milton Angland
- 1990 : Blue Steel de Kathryn Bigelow : assistant chef Stanley Hoyt
- 1990 : Désigné pour mourir (Marked for Death) de Dwight H. Little : le lieutenant Sal Roselli
- 1990 : Le Bûcher des vanités (The Bonfire of the Vanities) de Brian De Palma : Tom Killian
- 1991 : Ta mère ou moi (Only the Lonely) de Chris Columbus : Patrick Muldoon
- 1991 : Hot Shots! de Jim Abrahams : Lt. Cmdr. James Block
- 1992 : 1492 : Christophe Colomb (1492: Conquest of Paradise) de Ridley Scott : le capitaine Mendez
- 1992 : Chaplin de Richard Attenborough : J. Edgar Hoover
- 1993 : Président d'un jour (Dave) d'Ivan Reitman : Alan Reed
- 1993 : Beethoven 2 (Beethoven's 2nd) de Rod Daniel : Brillo, le propriétaire de Missy
- 1994 : Little Big League d'Andrew Scheinman : Arthur Goslin
- 1995 : De l'amour à la folie (Mad Love) d'Antonia Bird : Clifford Leland
- 1995 : Nixon d'Oliver Stone : Charles Colson
- 1996 : Poursuite (Chain Reaction) d'Andrew Davis : FBI Agent Doyle
- 1997 : The Sixth Man (en) de Randall Miller : Mikulski
- 1997 : Trait pour trait (Picture Perfect) de Glenn Gordon Caron : M. Mercer
- 1998 : Godzilla de Roland Emmerich : le colonel Hicks
- 1998 : Les Premiers colons (Almost Heroes) de Christopher Guest : Hidalgo
- 1998 : Small Soldiers de Joe Dante : Stuart Abernathy
- 1998 : Snake Eyes de Brian De Palma : Lou Logan
- 1999 : Hypnose (Stir of Echoes) de David Koepp : Frank McCarthy
- 2004 : J'adore Huckabees (I Heart Huckabees) de David O. Russell : Marty
- 2006 : Live Free or Die de Gregg Kavet : Monson
- 2006 : Les Fous du roi (All the King's Men) de Steven Zaillian : le patron du Night Club
- 2006 : Le Dahlia Noir (The Black Dahlia) de Brian De Palma : M. Short
- 2007 : Transformers de Michael Bay : Ron Witwicky
- 2007 : Lions et Agneaux (Lions for Lambs) de Robert Redford : Howard, éditeur d'ANX
- 2008 : Vicky Cristina Barcelona de Woody Allen : Mark
- 2009 : Transformers 2 : La Revanche (Transformers: Revenge of the Fallen) de Michael Bay : Ron Witwicky
- 2010 : Unstoppable de Tony Scott : le patron de Connie
- 2011 : Et maintenant... N'embrassez pas la mariée (You May Not Kiss the Bride) de Rob Hedden : l'agent Ross
- 2011 : Transformers 3 : La Face cachée de la Lune (Transformers: Dark of the Moon) de Michael Bay : Ron Witwicky
- 2011 : Warrior de Gavin O'Connor : Joe Zito
- 2013 : Suspect (The Frozen Ground) de Scott Walker : le lieutenant Bob Jent
- 2013 : Jobs de Joshua Michael Stern : Gil Amelio
- 2013 : Chavez de Diego Luna : le Dr Arlo
- 2016 : Les Espions d'à côté (Keeping Up with the Joneses) de Greg Mottola : Carl Pronger
- 2019 : La Victoire dans le sang (Trading Paint) de Karzan Kader : Stumpy
- 2019 : Captive State de Rupert Wyatt : Igoe
- 2019 : Above Suspicion de Phillip Noyce : Bob Singer

### Télévision

#### Téléfilms
- 1987 : La Nuit de tous les courages (Night of Courage)
- 1989 : Taken Away : Lombardi
- 1990 : Confiance aveugle (en) (Blind Faith) : Lt. Gladstone
- 1992 : Double Edge : Webber
- 1995 : L'Intrépide chevalier Millard (The Four Diamonds) : Charles Millard / Charles the Mysterious
- 1995 : Jack Reed: One of Our Own : Phil Brenner
- 1995 : L'Affaire Angel Harwell (Shadow of a Doubt) : Mark Evola
- 1996 : Jack Reed: Un tueur parmi nous (Jack Reed: A Killer Among Us) : Phil Brenner
- 1996 : Unforgivable : Milton « Milt » Stella
- 1996 : Shattered Mind : Eric
- 1997 : Arsenio : Al
- 1997 : La Seconde Guerre de Sécession (The Second Civil War) : Jimmy Cannon
- 1997 : On the Edge of Innocence
- 1998 : Godzilla: The Series : Tony Hicks (voix)
- 1999 : The First Gentleman : The First Gentleman
- 2000 : L.A. Sheriff's Homicide : Lt. Bob Coughlan
- 2000 : The Beach Boys: An American Family (en) : Murry Wilson
- 2002 : Gleason : le manager du Gleason Jack Philbin
- 2003 : The Stranger Beside Me
- 2004 : NYPD 2069
- 2004 : NTSB: The Crash of Flight 323 : Cyrus
- 2006 : Une merveilleuse journée (A Perfect Day) : Darren

#### Séries télévisées
- 1986 : Jack and Mike : Anthony Kubecek (2 épisodes)
- 1989 : 21 Jump Street : Reed Bowman (saison 3, épisode 8)
- 1995 : JAG : RAdm. Al Bravo (2 épisodes)
- 2000-2001 : Bette : Roy (11 épisodes)
- 2004-2006 : Sept à la maison : le coach Terry Hardwick (4 épisodes)
- 2006 : Lost : Les Disparus : Gordy (saison 2, épisode 13)
- 2006-2007 : Boston Justice : l'avocat Jonathan Weiner (2 épisodes)
- 2007 : Prison Break : Cooper Green (2 épisodes)
- 2007-2009 : Samantha qui ? : Howard Newly (35 épisodes)
- 2011-2012 : Luck : Marcus (9 épisodes)
- depuis 2013 : Veep : Ben Cafferty (27 épisodes - en cours)
- 2014 : True Detective : le major Ken Quesada (5 épisodes)
- 2019 : City on a Hill
- 2022 : God's Favorite Idiot

## Voix françaises
En France, Jacques Bouanich,, est la voix française la plus régulière de Kevin Dunn, notamment pour la série Lost : Les Disparus et la première trilogie Transformers. Mario Santini (dont Blue Steel), Philippe Bellay (dont Sept à la maison), Jean-Jacques Nervest (dont Unstoppable), Patrick Raynal (dont Jobs) ou encore Régis Lang (dont Code Black) l'ont également doublé à deux reprises chacun.
Au Québec, Marc Bellier et Alain Zouvi sont les voix françaises les plus régulières de l'acteur.